# Кафельников, Евгений Александрович
Евге́ний Алекса́ндрович Ка́фельников (род. 18 февраля 1974, Сочи, Краснодарский край) — российский теннисист, самый титулованный теннисист в истории России. Бывшая первая ракетка мира в одиночном разряде (в течение шести недель) и бывшая четвёртая ракетка в парном разряде; победитель двух турниров Большого шлема в одиночном разряде (Открытый чемпионат Франции-1996, Открытый чемпионат Австралии-1999); финалист одного турнира Большого шлема в одиночном разряде (Открытый чемпионат Австралии-2000); победитель четырёх турниров Большого шлема в парном разряде; олимпийский чемпион 2000 года в одиночном разряде; обладатель Кубка Дэвиса (2002) в составе национальной сборной России; финалист Итогового турнира ATP (1997) в одиночном разряде; победитель 53 турниров ATP (из них 27 в одиночном разряде). Член Международного зала теннисной славы с 2019 года. Чемпион России по гольфу (2011). Заслуженный мастер спорта России.

## Биография

### Семья и личная жизнь
- Отец — Александр Никодимович Кафельников, бывший волейболист.
- Мать — Валентина Фёдоровна Кафельникова[4].
- Первая жена (11 июня 1998 — август 2001) — Мария Владимировна Кафельникова (дев. Тишкова), имеет дочь Диану (род. 1995) от певца Кристиана Рэя[5].
  - Дочь — Алеся Кафельникова (род. 23 октября 1998), после развода жила у отца[5]. 22 мая 2021 года вышла замуж за бизнесмена Георгия Петришина. 8 июля 2021 года родилась дочь Киара.

Выпускник Кубанской государственной академии физической культуры. Спортивное прозвище — «Калашников».
Проживает в Москве в Еропкинском переулке.

### Награды
Заслуженный мастер спорта России. Кавалер ордена Почёта (2002).
Признан в России лучшим теннисистом столетия.
В 2000 году награждён медалью «За выдающийся вклад в развитие Кубани».
В 2001 году Олимпийским комитетом России награждён специальной премией Fair play.
В 2019 году имя Евгения Кафельникова включено в списки Международного зала теннисной славы

### Тренеры
Первые тренеры — Валерий Песчанко и Валерий Шишкин. В период с 1991 по 1998 год тренировался у заслуженного тренера России Анатолия Александровича Лепешина. Впоследствии Кафельников часто говорил, что именно Лепешин сделал из него теннисиста. На решение о переезде из Сочи в Москву также повлиял будущий тренер Лепешин. Шел 1991 год, с работой у Анатолия Лепешина было сложно, а денег у семьи Кафельникова на поездки на турниры не хватало. Анатолий Лепешин нашёл людей, готовых вложить деньги в его нового подопечного Кафельникова и утверждал, что готов заниматься со спортсменом. Работа у спортсмена и тренера не всегда шла легко, вначале они долго притирались друг к другу. У Кафельникова был не простой подростковый период, но Лепешин был хорошим психологом и смог наладить контакт. Под руководством нового тренера Евгений Кафельников смог выиграть турнир «Большого шлема». Тренер много времени уделял своему подопечному и следил за дисциплиной, был строгим, но справедливым профессионалом. В отелях жил в одном номере с ним, чтобы развлечения не нарушали график.
Тренер в 2000—2002 годах ― С. А. Пономарёв. Также некоторое время был подопечным Б. С. Лунина.

## Спортивная карьера

### Начало карьеры
Первые шаги в теннисе
В 1979 году Кафельников начал занятия теннисом в секции в родном городе. Отец, который был профессиональным спортсменом, обратил внимание на спортивные таланты сына, отведя его в секцию. Первым тренером был Валерий Песчанко — друг Александра Кафельникова, который отметил, что у мальчика есть хорошее чувство мяча. С июня 1979 по осень 1991 года занимался под руководством Валерия Шишкина. С шести лет Кафельников принимал участие в различных соревнованиях. В 1989 году он стал чемпионом СССР среди юношей. С этого года он стал выступать в юношеской сборной страны и сумел в 1990 году в её составе выиграть Кубок мира среди теннисистов до 16 лет. После этого он переехал в Москву и выступал за ВФСО «Динамо», где позже его наставником стал Анатолий Лепёшин. В 1991 году прошёл стажировку в академии Ника Боллетьери в США. В Юниорском туре ITF Кафельников сыграл всего четыре турнира (один в 1991 и три в 1992 году), достаточно быстро перейдя во взрослые соревнования. Он смог выиграть один турнир в Милане, а на юниорском «Ролан Гарросе» смог выйти в финал парных соревнований совместно с Алексом Радулеску из Германии.
Старт профессиональной карьеры
Первые появления на взрослых соревнованиях пришлись ещё на 1991 год, когда Кафельников сыграл в парной сетке двух «сателлитов» в США. В 1992 году он уже активно выступает на турнирах и в январе в Португалии сыграл первый взрослый турнир в одиночках, пройдя там в полуфинал. Летом Кафельников, получив уайлд-кард, впервые сыграл в ATP-туре, выступив на турнире в Сан-Марино. В первом матче на таком уровне он проиграл Рональду Аженору, взяв за два сета всего три гейма. До конца года Кафельников ещё трижды попал на турниры основного тура через квалификацию и выиграл первый матч в основной сетке ATP в ноябре на домашнем турнире в Москве. После этого он выиграл первый титул на взрослом уровне, взяв «сателлит» в Венгрии.
В 1993 году Кафельников продолжил улучшать свои результаты. Начав сезон в третьей сотне рейтинга, к его концовке смог войти на время в топ-100, а завершил год в ранге 102-го в мире. В марте он сыграл первый раз в составе сборной России в Кубка Дэвиса. Дебют пришёлся на уже не решающую встречу противостояния с Германией. К тому моменту немцы уже обеспечили себе выход в следующую стадию, а Кафельников сыграл матч с игроком из топ-10 Михаэлем Штихом и проиграл ему в двух сетах. В апреле они вновь сыграли с друг другом в третьем раунде турнира в Барселоне, на который Кафельников попал, получив уайлд-кард. На этот раз россиянин смог выиграть в трёх сетах, оформив первый выход в четвертьфинал в основном туре и дебютную победу над теннисистом из первой десятки рейтинга.
В мае 1993 года Кафельников одержал первую победу на турнирах серии «челленджер», взяв титул в парном разряде в Дрездене в дуэте Хендриком-Яном Давидсом. Затем он прошёл квалификацию на Открытый чемпионат Франции и, таким образом, дебютировал на турнирах соревнованиях серии Большого шлема. В первом раунде он обыграл Кароля Кучеру, но во втором уступил Славе Доседелу. В октябре на зальном турнире в Лионе вновь удалось обыграть Штиха в матче первого раунда. В ноябре в Словении он выиграл первый и единственный в карьере «челленджер» в одиночках, а в декабре в Андорре второй в сезоне парный «челленджер».
1994 год (первые титулы в туре, финал Кубка Дэвиса и награда за лучший прогресс года)
Сезон 1994 года стал прорывным для Кафельникова. Уже на первом турнире в сезоне он смог завоевать дебютный титул в основном туре. Кафельников стал чемпионом в Аделаиде, где в первом в истории ATP-тура «русском финале» обыграл Александра Волкова. На первом в основной сетке Открытом чемпионате Австралии Кафельников смог показать себя в матче против первой ракетки мира Пита Сампраса на стадии второго раунда. Для выявления победителя понадобилось сыграть все пять сетов и последний завершился со счётом 9:7 в пользу лидера рейтинга. В феврале россиянин вошёл в топ-50 мирового рейтинга. В начале марта он выиграл второй титул в сезоне, завоевав его на зальном турнире в Копенгагене. В конце месяца Кафельников помог сборной преодолеть первый раунд Кубка Дэвиса, выиграв все три своих матча (один из них в парах) против Австралии. В апреле на турнире в Барселоне он выиграл первый в туре парный титул, взяв его в партнёрстве с чехом Давидом Риклом. На турнире чемпионской серии в Монте-Карло он смог проявить себя и дойти до полуфинала, обыграв в том числе в третьем раунде вторую ракетку мира Михаэля Штиха. В борьбе за выход в финал россиянин уступил Андрею Медведеву из Украины. Далее на турнире такого же статуса в Гамбурге Кафельников смог дойти уже до финала. Во втором раунде он обыграл пятого в мире Горана Иванишевича, в 1/4 Рихарда Крайчека, а в полуфинале второй раз в сезоне № 2 в мире Михаэля Штиха. В титульном матче Кафельников, как и в полуфинале в Монте-Карло, проиграл Андрею Медведеву. В мае Кафельникову также удалось выиграть два парных титула в альянсе с Риклом: на турнире в Мюнхене, а также на статусном турнире в Риме.
Ближе к концу мая 1994 года Кафельников вошёл в топ-20. Открытый чемпионат Франции и Уимблдон завершились для него в третьем раунде. Между этими турнирами он смог выйти в полуфинал в Халле. На Уимблдонском турнире Кафельников также принял участие в парных соревнованиях и в команде с Марком-Кевином Гёлльнером сумел доиграть до полуфинала. По завершении Уимблдона он сыграл в Гштаде, где вышел в полуфинал. Затем он выступил за сборную Россию в 1/4 финала Кубка Дэвиса против Чехии, в котором совместно с Андреем Ольховским смог принести победу со счётом 3:2 (Кафельников выиграл две личные встречи). В августе он вышел в полуфинал турнира в Нью-Хейвене, а затем стал победителем турнира в Лонг-Айленде. На Открытом чемпионате США Кафельников доиграл до четвёртого раунда, где на этот раз проиграл Михаэлю Штиху. В сентябре был взят реванш у Штиха в полуфинальном матче Кубка Дэвиса против сборной Германии. К этому моменту россияне уже обеспечили себе первый в истории выход в финал престижного командного кубка, а Кафельников принёс три из четырёх очков для своей команды. Лучшими результатами на оставшихся в году турнирах стали выход в полуфинал в Стокгольме и парный титул турнира в Лионе (с Якобом Хласеком. В декабре сборная России сыграла свой первый финал Кубка Дэвиса против Швеции. Россияне, хоть и играли дома, но уступили со счётом 1:4 (единственную победу одержал Кафельников над Стефаном Эдбергом. Кафельников завершил сезон 11-м в мире (начинал год 102-й ракеткой мира) и получил награду от ассоциации за лучший прогресс года.

### 1995—1996 (попадание в топ-10, финал Кубка Дэвиса и триумф на Ролан Гаррос)
На Открытом чемпионате Австралии 1995 года Кафельников впервые смог выйти в четвертьфинал на Большом шлеме в одиночном разряде. Благодаря этому, после турнира он впервые поднялся в топ-10 мирового рейтинга. После Австралии Кафельников сыграл в Кубке Дэвиса и помог России в первом раунде обыграть Бельгию. Через две недели он выиграл первый трофей в сезоне, став чемпионом турнира в Милане. По ходу турнира Кафельников обыграл сразу трёх теннисистов из топ-10 (в 1/4 финала № 8 в мире Михаэля Штиха, в 1/2 финала № 4 Горана Иванишевича и в финале третью ракетку мира Бориса Беккера). Следующий турнир он выиграл в марте в Санкт-Петербурге. После этой победы он вновь сыграл за сборную и в 1/4 финала Кубка Дэвиса помог пройти команду ЮАР. Грунтовую часть сезона Кафельников начал с парного титула на турнире в Оэйраше в дуэте с Ольховским. Одиночные выступления на грунте он начал с полуфинала в Барселоне после чего на одну неделю смог подняться на 4-е место в рейтинге. Затем Кафельников смог выйти в финал турнира в Ницце, где проиграл Марку Россе. В мае он играл неудачно — всего одна победа при шести поражениях, однако смог выиграть парный Мастерс в Гамбурге в дуэте с Уэйном Феррейрой. На Ролан Гаррос он смог найти игру и выйти в четвертьфинал. В четвёртом раунде он впервые смог обыграть первую ракетку мира, кем на тот момент был Андре Агасси (6:4, 6:3, 7:5). В борьбе за выход в полуфинал Кафельникова переиграл победитель того розыгрыша турнира Томас Мустер.
На Уимблдонском турнире 1995 года Кафельников впервые вышел в четвертьфинал, а в парном разряде второй год подряд с Марком-Кевином Гёлльнером доиграл до полуфинала. В июле Кафельников стал победителем турнира в Гштаде, а в конце месяца выиграл ещё один парный Мастерс — в Монреале (с Ольховским). В августе Кафельников отметился полуфиналом в Нью-Хейвене и победой на турнире в Лонг-Айленде, а на Открытом чемпионате США проиграл уже в третьем раунде Винсенту Спейди. В сентябре Кафельников сыграл в запоминающимся полуфинале Кубка Дэвиса против Германии. После первого дня россияне проигрывали со счётом 2:0, а Кафельников уступил свой матч Михаэлю Штиху. В субботу в паре с Ольховским он смог оставить шансы сборной, сломив сопротивление пары Беккер и Штих. Для выхода в финал нужно было выиграть два воскресных матча и в первом из них Кафельников в трёх сетах победил заменившего Бориса Беккера Бернда Карбахера. Затем в решающем матче Андрей Чесноков отыграл девять матчболов у Штиха и победил в драматичном матче, счёт пятого сета был 14:12 в пользу Чеснокова. Таким образом, сборная России второй год подряд добилась права сыграть в финале Кубка.
В осенней части сезона 1995 года Кафельников дважды доходил до полуфинала (в Лионе и Москве) и выиграл один парный титул (также в Лионе с Якобом Хласеком). Он стал первым россиянином кому по результатам сезона удалось принять участие в Итоговом турнире. Правда выступление было неудачным и Кафельников проиграл все три матча в своей группе (Сампрасу, Феррейре и Беккеру). В начале декабря состоялся финал Кубка Дэвиса против сборной США. В первый день Кафельников сравнял счёт, обыграв во втором матче финала Джима Курье. Парную встречу Кафельников и Ольховский проиграли Тодду Мартину и Питу Сампрасу и в четвёртой игре на следующей день Кафельникову нужно было обыграть (первого в мире) Сампраса для того, чтобы оставить шансы на Кубок своей сборной. Однако ему это не удалось, и в трёх сетах сильнее был Сампрас. Завершающим в сезоне выступлением стал Кубок Большого шлема, на котором удалось выиграть два матча и выйти в полуфинал. По итогам сезона Кафельников занял шестое место в одиночном и девятое место в парном рейтингах.
На старте сезона 1996 года Кафельников выиграл турнир в Аделаиде. На Открытом чемпионате Австралии он во второй раз доиграл до четвертьфинала, где проиграл Борису Беккеру. После этого он был вызван в сборную России на матч первого раунда Кубка Дэвиса против Италии. Для россиян эта встреча окончилась неудачей. Кафельников смог выиграть две личные встречи, однако в парной встрече уступил, а Чесноков проиграл два своих матча и дальше прошли итальянцы. В марте Кафельников неплохо сыграл и занёс себе в актив полуфинал в Милане и два финала (в Роттердаме и Санкт-Петербурге). На турнире в Санкт-Петербурге он выиграл первый парный титул в сезоне в альянсе с Ольховским. Стар в апреле грунтовой части сезона не получился и Кафельников начал его с трёх поражений подряд. Однако в мае россиянин смог набрать хорошую форму. Он сделал победный дубль на турнире в Праге, взяв главный приз в одиночном и парном (с Даниэлем Вацеком) разрядах. Затем он выступил на Мастерсе в Гамбурге, выйдя в полуфинал и Риме, где проиграл в третьем раунде Медведеву из Украины.
Главным триумфом сезона стало выступление на Ролан Гаррос. Кафельников преодолел без потерь по сетам первые раунды и в четвертьфинале обыграл Рихарда Крайчека, отдав ему единственный сет за весь турнир. Затем он в полуфинале обыграл первую ракетку мира Пита Сампраса и вышел в финал на Михаэля Штиха. С немцем Кафельников встречался довольно часто и имел перевес, выиграв шесть из девяти матчей. Вот и на этот раз он смог одержать победу в трёх сетах и завоевать первый в карьере Кубок из серии Большого шлема. Кафельников стал первым в истории россиянином, кому удалось выиграть титул Большого шлема в одиночном разряде. В парном разряде его выступление также оказалось успешным. Пара Вацек - Кафельников отлично сыгралась и за турнир не проиграла ни сета. Кафельников стал первым теннисистом с 1968 года (со времен побед Кена Розуолла), кому удалось выиграть одиночный и парный турниры. Он остается на данный момент (август 2022 года) последним теннисистом в истории, кому удалось одновременно выиграть одиночные и парные соревнования на Большом шлеме.
В июне 1996 года Кафельников поднялся в топ-5 мирового рейтинга. Первым выступлением после Ролан Гарроса стал турнир в Халле, где он смог выйти в финал. Уимблдон завершился поражением уже в первом раунде, где встретился серьёзный соперник — Тим Хенмен, и Кафельников уступил в пяти сетах. В июле он сыграл вновь на грунте и смог выйти в полуфинал в Гштаде и финал в Штутгарте. Открытый чемпионат США он был вынужден пропустить и вернулся на корт в сентябре, когда вышел в полуфинал в Базеле и выиграл там же парный титул (с Вацеком). В начале октября Кафельников выиграл турнир в Лионе. Через неделю в Вене удалось выиграть ещё один парный турнир в дуэте с Вацеком. В ноябре на Мастерсе в Париже Кафельников вышел в одиночный и парный финал (с Вацеком), но оба уступил. После этого он впервые поднялся на третью строчку мирового рейтинга. В Москве он также смог выйти в финал, но вновь уступил, доведя общее количество одиночных финалов в сезоне до десяти (из них четыре выиграны). На Итоговом турнире Кафельников выступил неудачно, выиграв в группе только один матч (реванш за поражение в Париже у Томаса Энквиста) и проиграв два (Борису Беккеру и Питу Сампрасу). На Кубке Большого шлема он добрался до полуфинала, где (как и в финале турнира в Москве) проиграл Горану Иванишевичу, проведя на корте все пять сетов. По итогам сезона Кафельников смог стать третьей ракеткой мира в одиночках и пятой в парах. Он стал первым теннисистом с 1989 года, кому удалось финишировать в сезоне одновременно в топ-5 одиночного и парного рейтингов.

### 1997—1998 (два парных титула Большого шлема и финал Итогового турнира)
В начале сезона 1997 года Кафельников сыграл в Аделаиде, а затем пропустил три месяца из-за травмы пальца правой руки. На корт он вернулся в апреле с началом грунтового отрезка сезона и месяц набирал форму. В мае он смог показать первый достойный результат, выйдя в полуфинал на Мастерсе в Гамбурге. На Открытый чемпионат Франции Кафельников приехал защищать свой титул и доиграл до четвертьфинала, где неожиданно проиграл в пяти сетах 66-й ракетке мира Густаво Куэртену, который затем сенсационно стал победителем Большого шлема в Париже. Зато в парном разряде Вацек и Кафельников успешно справились с защитой титула и второй год подряд стали чемпионами главного грунтового турнира. В июне на траве Кафельников сыграл два турнира. В Халле он смог стать победителем, а на Уимблдоне доиграл до четвёртого раунда. В июле отметился ещё одним парным титулом в дуэте с Вацеком на турнире в Гштаде. Североамериканский хардовый этап сезона он начал с выхода в полуфинал на Мастерсе в Монреале. Через две недели он стал победителем турнира в Нью-Хейвене, а на Открытом чемпионате США неожиданно проиграл во втором раунде 43-му в мире Марку Вудфорду. Зато в парном разряде с Вацеком вновь смог показать классную игру и они выиграли второй титул из серии Большого шлема в сезоне.
В сентябре 1997 года Кафельников сыграл в полуфинале турнира в Ташкенте. На Кубке Большого шлема он выиграл один матч и в четвертьфинале проиграл Грегу Руседски. В октябре лучшим результатом стал выход в полуфинал в Лионе. На Мастерсе в Париже Кафельников вышел в полуфинал, взяв реванш у № 5 в мире Грега Руседски, но в матче за выход в финал он проиграл первому в мире Питу Сампрасу. Потеря рейтинговых очков впервые с января 1995 года отбросила россиянина из первой десятки квалификации. За пределами топ-10 Кафельников пробыл только одну неделю. В Москве он смог впервые выиграть Кубок Кремля и вернуть себе место в топ-10, поднявшись на шестое место. Это позволило Кафельникову в последний момент квалифицироваться на Итоговый турнир, который стал лучшим в карьере россиянина. На групповом этапе он смог обыграть № 4 в мире Йонаса Бьоркмана (6:3, 7:6) и № 2 Майкла Чанга (6:3, 6:0), а проиграл только Тиму Хенмену (4:6, 4:6), заменившему в сетке Серхи Бругеру. Пройдя в плей-офф с первого места, Кафельников в полуфинале на двух тай-брейках обыграл Карлоса Мойю и стал первым представителем России в финале Итогового турнира. В решающем матче его соперником стал лидер рейтинга Пит Сампрас, которого одолеть не удалось, и матч закончился со счётом 6:3, 6:3, 6:2 в пользу американца. По итогам сезона Кафельников стал пятой ракеткой мира.
Старт сезона 1998 года Кафельников пропустил и впервые вышел на корт в феврале на зальных турнирах в Европе. На первом в сезоне турнире (в Марселе) он вышел в финал, в котором проиграл Томасу Энквисту. В Антверпене ему достался парный титул в команде с Уэйном Феррейрой. Затем Кафельников выиграл первый в сезоне и 15-й за карьеру одиночный титул в туре, обыграв Седрика Пьолина в финале турнира в Лондоне. Это победа позволила переместиться на две недели на 4-е место в рейтинге. В апреле Кафельников неплохо сыграл в составе сборной России в первом раунде Кубка Дэвиса против США. Он смог выиграть два своих матча (у Джима Курье и Андре Агасси), однако молодой Марат Сафин оба своих матчах проиграл и совместную парную встречу они также проиграли, пропустив в 1/4 финала сборную США. Грунтовую часть сезона Кафельников провёл без сильных результатов и на Ролан Гаррос проиграл уже во втором раунде Томасу Энквисту.
В июне 1998 года Кафельников смог защитить титул на турнире в Халле, обыграв в финале Магнуса Ларссона. На Уимблдоне уже в первом раунде пришлось сыграть с 28-м в мире Марком Филиппуссисом, которому в итоге уступил в четырёх сетах. Отсутствие сильных результатов отбросили Кафельникова к середине августа за пределы топ-10. На Мастерсе в Цинциннати и турнире в Нью-Хейвене Кафельникову удалось выйти в полуфинал. На Открытом чемпионате США он доиграл до четвёртого раунда, где не справился со шведом Томасом Юханссоном. После турнира он вернул место в первой десятке рейтинга. В сентябре Кафельников вышел в финал турнира в Ташкенте, проиграв в нём Тиму Хенмену. В октябре выиграл ещё один парный приз в дуэте с Вацеком на турнире в Вене. На Мастерсе в Штутгарте Кафельникову удалось выйти в финал, обыграв Марка Филиппуссиса, Тодда Мартина и Йонаса Бьоркмана. В решающем раунде его обыграл Рихард Крайчек. На следующем Мастерсе в Париже получилось переиграть двух теннисистов из топ-10 (Тима Хенмена и Марсело Риоса) и выйти в полуфинал. В ноябре Кафельников второй год подряд победил на Кубке Кремля в Москве, обыграв в финале Горана Иванишевича. Поднявшись на 8-е место, он смог поучаствовать в Итоговом турнире. Однако Кафельников не смог выйти из группы, в которой проиграл Питу Сампрасу и Карлосу Мойе и обыграл только Кароля Кучеру. Потеря рейтинговых очков за прошлогодний финал лишила Кафельникова звания игрока топ-10 по итогам года и он оказался на 11-й строчке.

### 1999—2000 (победа и финал в Австралии, золото Олимпиады и № 1 в мире)
В 1999 году Кафельников смог выиграть свой второй Большой шлем в карьере в одиночном разряде. Произошло это на Открытом чемпионате Австралии. Сетка была не самая сильная, самым высоким в рейтинге соперником был Тодд Мартин (№ 13 в мире), которого Кафельников прошёл в четвертьфинале. До этого он сыграл тяжелый пятисетовый матч в четвёртом раунде против 53-й ракетки мира Андрея Павела. В полуфинале в трёх сетах Кафельников победил Томми Хааса, а в финале с Томасом Энквистом, проиграв в первом сете, затем смог собраться и выиграть три сета подряд и взять престижный трофей. Кафельников стал первым теннисистом из России, кому удалось выиграть Открытый чемпионат Австралии. После триумфа в Мельбурне он сразу смог подняться с 10-го на 3-е место в мировом рейтинге. В феврале Кафельников выиграл титул на турнире в Роттердаме и после этого впервые в карьере стал второй ракеткой мира. В финальных раундах он обыграл двух британских теннисистов из топ-10 (в полуфинале № 9 в мире Грега Руседски, а в финале № 7 Тима Хенмена). В апреле Кафельников помог сборной России выиграть в первом раунде Кубка Дэвиса у сборной Германии (он победил в двух личных матчах и проиграл парный). В этот период его результаты были в целом неудачными, однако он смог взять парный приз на турнире в Барселоне в альянсе с Паулом Хархёйсом. Но потеря рейтинговых очков его конкурентами позволила Кафельникову стать первым россиянином кому удалось стать первой ракеткой мира. На вершине рейтинга он пробыл шесть недель с 3 мая по 7 июня. На Открытом чемпионате Франции Кафельников проиграл во втором раунде, а Уимблдон завершился для него в третьем.
В июле 1999 года он занимал четвёртое место рейтинга. Кафельников помог выиграть сборной России в четвертьфинале Кубка Дэвиса Словакию. Он проиграл парный матч с Ольховским и личный Каролю Кучере, но во втором матче 1/4 финала в пяти сетах одержал победу над Домиником Хрбаты и россияне в целом победили со счётом 3:2. На турнире в Кицбюэле Кафельников смог доиграть до полуфинала. Хардовый отрезок сезона в Северной Америке он начал с выхода в августе в финал Мастерса в Монреале. В четвертьфинале Кафельников обыграл № 9 в мире Тодда Мартина, а в полуфинале третью ракетку мира Андре Агасси (6:1, 6:4). В решающем матче он проиграл 22-й ракетке мира Томасу Юханссону (6:1, 3:6, 3:6). Выступление в Канаде позволило вернуться на вторую строчку рейтинга. Затем он неплохо сыграл на Мастерсе в Цинциннати, где вышел в полуфинал и турнире в Вашингтоне, где доиграл до полуфинала. На Открытом чемпионате США, где ранее Кафельников ни разу не проходил в четвертьфинал, наконец-то удалось выступить стабильно. Пройдя в четвертьфинал, он вошёл в «клуб теннисистов», которые на всех турнирах серии Большого шлема сыграли минимум раз на этой стадии. Он сыграл здесь против Рихарда Крайчека и смог в пяти сетах его одолеть. В полуфинале он сыграл против Андре Агасси, но после победы в первом сете со счётом 6:1, следующие три проиграл с одинаковым счётом 3:6 и не смог выйти в финал. Остаток сезона Кафельников провёл в статусе второй ракетки мира, но играл в основном неудачно. В полуфинале Кубка Дэвиса против Австралии он проиграл оба личных матча (Уэйну Артурсу и Патрику Рафтеру) и победил только в парной встрече в дуэте с Андреем Ольховским. Россияне по итогу уступили со счётом 1:4. Лишь под конец сезона он отметился хорошими результатами, выиграв третий год Кубок Кремля (20-й одиночный титул в карьере) и пройдя в полуфинал Итогового турнира.
На Открытом чемпионате Австралии 2000 года Кафельников защищал свой прошлогодний титул и уверенно доиграл до финала, проиграв в шести матчах лишь один сет. В решающем матче у него был сильный соперник — первая ракетка мира на тот момент Андре Агасси. Кафельников смог выиграть первый сет, однако затем проиграл три сета подряд и не смог второй раз подряд выиграть престижный трофей. После турнира он опустился на третью строчку мирового рейтинга. После выступления в Австралии он сыграл и выиграл один матч в первом раунде Кубка Дэвиса против сборной Бельгии, сумев помочь России выиграть со счётом 4:1. В феврале на турнире в Роттердаме он вышел в полуфинал, а на следующем в Лондоне смог выйти в финал. В апреле Кафельников и Сафин неудачно сыграли четвертьфинал Кубка Дэвиса с командой Испании. Из пяти матчей был выигран только парный, а в своих личных матчах Кафельников не взял ни сета и два из них проиграл в сухую. В апреле Кафельников с Уэйном Феррейрой смог выиграть Мастерс в паре в Монте-Карло, а в мае они вышли в парный финал Мастерса в Риме. В конце месяца на другом командном турнире — неофициальном командном кубке мира Кафельников помог России дойти до финала, в котором они уступили Словакии. На Открытом чемпионате Франции Кафельников с трудом прошёл в четвертьфинал. Он победил в три пятисетовых и в одном четырёхсетовом матче, а в четвёртом раунде против Фернандо Висенте последний сет выиграл со счётом 8:6. В 1/4 финала Кафельников вновь сыграл пятисетовый матч с Густаво Куэртеном, но на этот раз проиграл, а бразилец по итогу затем выиграл тот Ролан Гаррос.
В июне на траве в Халле Кафельников добрался до полуфинала. На Уимблдоне в первом раунде он обыграл 18-летнего Роджера Федерера, а во втором не смог справиться с Томасом Юханссоном. На Открытом чемпионате США он также не смог пройти далеко, проиграв в третьем раунде, а в парном разряде в Уэйном Феррейрой смог доиграть до полуфинала. Несмотря на довольно средние результаты в летний отрезок сезона, Кафельников осенью смог добиться ещё одного достижения. Он стал первым олимпийским чемпионом в теннисе в истории России. На Олимпийских играх в Сиднее Кафельников имел пятый номер посева и на пути к финалу он обыграл всех соперников, выиграв во всех сетах, в том числе обыграв в четвертьфинале третью ракетку мира Густаво Куэртена. Финал против немца Томми Хааса игрался в пятисетовом формате и соперники сыграли все пять сетов по итогам которых победу одержал россиянин. В октябре Кафельников в очередной раз выиграл Кубок Кремля в Москве, а за две недели до этого с Ненадом Зимоничем выиграл парный приз турнира в Вене. В начале ноября на Мастерсе в Штутгарте ему удалось доиграть до полуфинала, а затем до этой же стадии на турнире в Санкт-Петербурге. На турнире в Стокгольме он доиграл до финала, в котором проиграл Томасу Юханссону. Кафельников сыграл на Итоговом турнире, где смог выиграть у № 4 в мире Магнуса Нормана, но проиграл Андре Агасси и Густаво Куэртену и, таким образом, не смог выйти из группы, закончив сезон в статусе пятой ракетки мира.

### 2001—2003 (победа на Ролан Гаррос в парах, Кубок Дэвиса и завершение карьеры)
На Открытом чемпионате Австралии 2001 года Кафельников доиграл до четвертьфинала. В феврале он вышел в полуфинал турнира в Милане и помог сборной России пройти в первом раунде Кубка Дэвиса Словакию со счётом 3:2 (все три очка своей команды помог завоевать Кафельников). Затем он смог выиграть первый в сезоне титул на турнире в Марселе. В марте он хорошо сыграл на Мастерсе в Индиан-Уэллсе, где смог доиграть до полуфинала в одиночках и победить в парном разряде с Уэйном Феррейрой. В апреле он неудачно сыграл четвертьфинал Кубка Дэвиса против Швеции, проиграв один личный и один парный матч, а сборная России проиграла с общим счётом 1:4. В грунтовой части сезона Кафельников отметился парным титулом Мастерса в Риме с Феррейрой и выходом в финал с Россией на командном кубке мира. На Открытом чемпионате Франции результатом стал выход в четвертьфинал, где он проиграл первой ракетке мира Густаво Куэртену в четырёх сетах. В июне на траве турнира в Халле Кафельников вышел в полуфинал, а на Уимблдоне завершил выступление в третьем раунде.
На Открытом чемпионате США 2001 года, как и на Ролан Гаррос, в четвертьфинале он сразился с первой ракеткой мира Густаво Куэртеном и на этот раз Кафельников одержал победу в трёх сетах. Он во второй раз сыграл в полуфинале Большого шлема в Нью-Йорке, но вновь не смог пройти в финал, проиграв на этот раз № 4 в мире Ллейтону Хьюитту. После выступления в США Кафельников сыграл в «русском финале» на турнире в Ташкенте, проиграв в нём Марату Сафину. В начале октября он установил рекорд, выиграв в пятый раз подряд домашний турнир на Кубок Кремля. На Мастерсе в Штутгарте и турнире в Санкт-Петербурге он доиграл до полуфинала. Также в Санкт-Петербурге Кафельников в партнёрстве с Денисом Головановым выиграл парный приз. Серию хороших результатов он продолжил на Мастерсе в Париже, где вышел в финал, однако проиграл в нём № 8 в мире Себастьяну Грожану. По результатам сезона Кафельников смог в седьмой раз подряд и последний в карьере сыграть на Итоговом турнире. На этот раз он в своей группе смог выиграть всех соперников. Сначала он обыграл № 4 в мире Хуана Карлоса Ферреро, затем № 13 Горана Иванишевича и в третьем матче № 1 Густаво Куэртена. В полуфинале Кафельников снова встретился с находившимся в отличной форме Себастьяном Грожаном и проиграл ему в двух сетах. Кафельников смог завершить сезон четвёртым в мировом рейтинге.
С 2002 года общий уровень результатов Кафельникова пошёл на спад. На Открытом чемпионате Австралии он проиграл уже во втором раунде 234-му в мире Алексу Киму. В феврале сборная России в первом раунде Кубка Дэвиса обыграла сборную Швейцарии со счётом 3:2, а Кафельников выиграл одну личную встречу из двух и парную с Маратом Сафиным. На турнире в Марселе удалось выйти в полуфинал. В начале марта он на две недели поднялся на третье место в рейтинге. В апреле в Кубке Дэвиса он вновь смог принести пользу, победив в 1/4 финала со Швецией Томаса Энквиста и парный матч с Маратом Сафиным, Сборная России прошла дальше, победив шведов со счётом 4:1. Весенний грунтовый отрезок в одиночном разряде Кафельников провалил. У него было 10 поражений и лишь две победы. Несмотря на это, он смог третий год подряд в составе России выйти в финал Командного кубка мира. На Ролан Гаррос он уступил во втором раунде аргентинцу Мариано Сабалете. Зато в парном разряде он смог добиться успеха. На Открытом чемпионате Франции он сыграл совместно Паулом Хархёйсом и выиграл с ним свой четвёртый в карьере парный титул серии Большого шлема и третий на Ролан Гаррос.
В июне 2002 года Кафельников в третий раз в карьере смог выиграть титул на турнире в Халле, обыграв в финале Николаса Кифера. На Уимблдоне он доиграл до третьего раунда, в котором проиграл 35-й ракетке мира Ксавье Малиссу. Открытый чемпионат США также завершился неудачей и вылетом во втором раунде после поражения от Доминика Хрбаты. После этого россиянин потерял место в топ-5 рейтинга. В сентябре Кафельников с третьей попытки выиграл финал турнира в Ташкенте, обыграв белоруса Владимира Волчкова. Этот титул стал 26-м индивидуальным в карьере Кафельникова в основном туре и последнем в карьере в одиночном разряде. После турнира в Ташкенте Кафельников сыграл важную роль в полуфинальном противостоянии в Кубке Дэвиса против Аргентины. Во втором матче он сыграл против Гастона Гаудио и в тяжелом пятисетовом матче смог выиграть со счётом 3:6, 7:5, 6:3, 2:6, 8:6. После первого дня Россия выигрывала 2:0 и парный матч Кафельникова и Сафина мог стать решающим, однако аргентинская пара Лукас Арнольд Кер и Давид Налбандян смогла навязать серьёзную борьбу. Это противостояние стало самым длинным парным матчем в истории Кубка Дэвиса и длилось 6 часов 20 минут, закончившись в пятом сете при счёте 19:17 в пользу аргентинского дуэта. В следующем матче Сафин смог переиграть Налбандяна, выведя сборную Россию в финал.
В начале октября 2002 года Кафельников сыграл на Кубке Кремля в Москве и вышел в полуфинал, где впервые за шесть лет проиграл матч на этом турнире — Шенгу Схалкену. В ноябре он впервые с 1994 года опустился в мировом рейтинге ниже топ-20. В конце сезона Кафельников третий раз в карьере сыграл в финале Кубка Дэвиса. В матче со сборной Франции на их корте Кафельников сыграл неудачно. Он проиграл в первый день Себастьяну Грожану, а во второй в парной встрече с Сафиным в пяти сетах уступил паре Фабрис Санторо Николя Эскюде. Сборная России перед последним днём проигрывала 1:2, но Сафин сравнял счёт и на последний матч Кафельникова заменили на Михаила Южного. Эта замена принесла успех, и сборная России впервые смогла выиграть Кубок Дэвиса, а Кафельников, несмотря на неудачную игру в финале, внёс свой вклад своими победами на предыдущих стадиях турнира.
2003 год Кафельников начал в статусе 27-й ракетки мира. Открытый чемпионат Австралии он завершил во втором раунде. На зальном турнире в Милане удалось выйти в финал, в котором он проиграл Мартину Веркерку. В первом раунде Кубка Дэвиса против Чехии Кафельников с Сафиным выиграли парную встречу, ещё один личный матч он проиграл, однако Россия прошла дальше со счётом 3:2. В марте на крупном турнире в Индиан-Уэллсе удалось выиграть парные соревнования в команде с Уэйном Феррейрой. В апреле Кафельников сыграл за сборную в четвертьфинале Кубка Дэвиса. Матч был неудачным для россиян и они проиграли все пять матчей, а для Кафельникова это выступление стало последним в составе сборной. В мае на турнире в Мюнхене, а затем на Мастерсе в Риме удалось доиграть до полуфинала. Открытый чемпионат Франции завершился во втором раунде, а Уимблдон уже в первом. На кортах Ролан Гаррос Кафельников смог доиграть до финала в парном разряде. Он защищал свой прошлогодний титул с Паулом Хархёйсом, однако на этот раз они проиграли в решающем матче братьям Брайанам, для которых этот титул стал первым из серии Большого шлема в их большой карьере. В августе Кафельников выиграл последний титул в профессиональной карьере. На турнире в Вашингтоне в дуэте с Саргисом Саргсяном был завоеван 27-й парный титул в туре за карьеру. На Открытом чемпионате США Кафельников доиграл до третьего раунда, где его соперником был Андре Агасси. По итогам сезона он стал 41-м в одиночном рейтинге. 2003 год стал последним в карьере теннисиста, Кафельников закончил с профессиональным теннисом в возрасте 29 лет.

## Достижения и статистика за карьеру
- Выиграл 26 турниров ATP в одиночном и 27 турниров в парном разрядах.
- Чемпион Открытого чемпионата Австралии в одиночном разряде (1999), финалист (2000).
- Чемпион «Ролан Гаррос» в одиночном разряде (1996).
- Трёхкратный чемпион «Ролан Гаррос» в парном разряде (1996, 1997) (с Даниэлем Вацеком) и (2002) (с Паулем Хархёйсом), финалист (2003) (с Паулем Хархёйсом).
- Чемпион Открытого чемпионата США в парном разряде (1997) (с Даниэлем Вацеком).
- Первым из российских теннисистов выиграл турнир Большого шлема в одиночном разряде (1996) и стал первой ракеткой мира (3 мая—13 июня 1999).
- Победитель Игр XXVII Олимпиады в Сиднее (2000) в одиночном разряде.
- Финалист Итогового турнира ATP (1997).
- Обладатель Кубка Дэвиса 2002 в составе сборной России, финалист (1994, 1995).
- Трёхкратный финалист командного кубка мира (2000, 2001, 2002)
- Пятикратный (подряд) победитель Кубка Кремля (1997, 1998, 1999, 2000, 2001).
- Трёхкратный победитель турнира в немецком Халле (1997, 1998, 2002).
- Обладатель Юниорского Кубка Дэвиса 1990 в составе сборной СССР.

Высший рейтинг в одиночном разряде — 1 (май-июнь 1999); в парном разряде — 4 (март-апрель 1998). Первый номер чемпионской гонки АТП в феврале 2000 года.
В 2000 году вошёл в десятку самых титулованных универсалов мира: стал десятым игроком за всю историю «Открытой эры» с 1968 года, которому удалось выиграть не менее 20 титулов и в одиночном, и в парном разрядах.
Последний на данный момент теннисист, победивший на одном и том же турнире Большого шлема в одиночном и парном разряде. Кафельникову это удалось в 1996 году на Ролан Гаррос. Кроме того, Евгений играл как минимум в четвертьфиналах всех турниров Большого шлема как в одиночном, так и в мужском парном разрядах.

## Жизнь после окончания карьеры

### Гольф
В 2005 году получил wild card на турнир Cadillac Russian Open и закончил 2 раунда с результатом 40 выше пара, недобрав до ката 24 удара.
26 июня 2011 года стал победителем чемпионата России по гольфу с результатом +15. Победа далась непросто — перед заключительным раундом он шёл на 9-м месте, но сумел показать один из лучших результатов в истории первенств страны, пройдя 18 лунок за 67 ударов.
Почётный член Ассоциации гольфа России, 1-й вице-президент и член Президиума Ассоциации гольфа России.

### Покер
В 2005 году несколько раз достаточно удачно принял участие в турнирах World Series of Poker. Тренировался у Кирилла Герасимова (5 июня 1971, Москва), российского профессионального игрока в покер.

### Ветеранские турниры

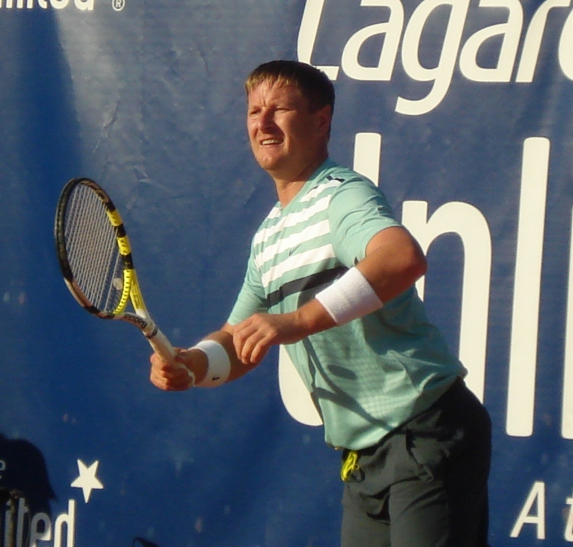
2009 год

В 2009 году Кафельников, достигнув 35-летнего возраста, начал принимать участие в теннисных турнирах ветеранов. На Ролан Гаррос-2009 играл в паре с Томасом Мустером.
6 июня 2010 года в Париже на турнире Ролан Гаррос в паре с Андреем Медведевым в категории до 45 лет выиграл парный турнир
В июле 2010 года Кафельников впервые в карьере вышел в финал Уимблдона — в паре с Уэйном Феррейрой на турнире ветеранов. В финале они уступили американской паре Джонсон/Палмер.

### Политические взгляды
Кафельников дружил с бывшим президентом России Борисом Ельциным, который был большим поклонником тенниса, с девяностых и до кончины последнего в 2007 году. Затем длительное время поддерживал политику, проводимую президентом Путиным. В интервью «Огоньку» от февраля 2000 года впервые высказывался в поддержку курса Путина, тогда ещё находившегося в должности и. о. президента РФ. Утверждал: «Я должен доказать, что русские — это не люди третьего сорта. Я — русский националист…». В 2013 году охарактеризовал Путина как «достаточно молодого и полного сил» политика, у которого есть «желание, мотивация, силы улучшать жизненный уровень нашей страны».
С 2014 года перешёл на сторону оппозиции по отношению к действующей власти. В письменных заявлениях и интервью часто артикулирует либеральные политические взгляды. Посещал акцию протеста против коррупции 26 марта 2017 года, вызванную содержанием фильма ФБК Алексея Навального «Он вам не Димон».
В 2019 году принял участие в несогласованной акции протеста против недопуска оппозиционных кандидатов в депутаты на выборах в Московскую городскую Думу, которая прошла 27 июля, а также сообщил что примет участие в такой же акции 3 августа.